# Mubarak Ghanim
Mubarak Ghanim Mubarak (3 dicembre 1963) è un ex calciatore emiratino, di ruolo difensore.